# Шулик, Сеймур
Сеймур Шулик, в некоторых публикациях — Шулих, англ. Seymour Schulich, член Ордена Канады (/ˈʃuːlɪk/ Шаблон:Respell, родился 6 января 1940) — канадский бизнесмен, инвестор, писатель и филантроп. В честь него назван ряд зданий (факультетов) различных учебных заведений Канады, открытие и деятельность которых он финансировал.

## Биография
Шулик вырос в еврейской семье в Монреале, Квебек. В 1961 году он окончил Университет Макгилла со степенью бакалавра наук, а в 1965 году получил степень магистра делового администрирования на факультете менеджмента Desautels. Получил диплом сертифицированного финансового аналитика в Университете Вирджинии в 1969 году.
Семья Шулика живёт в Уиллоудейле, районе Торонто. У них две дочери и четверо внуков.

## Карьера
Его первая работа была в Shell Oil Company. С 1968 по 1990 год он работал в Beutel, Goodman & Company Ltd., компании по управлению пенсионными фондами, которая управляет более чем 10,6 млрд канадских долларов (по состоянию на 2003 год), став президентом и вице-председателем.
В 1978 году Шулик, вместе с партнером Пьером Лассондом, стал пионером концепции выплаты роялти в горнодобывающей промышленности: их компании Francvo-Nevada и Euro-Nevada обнаружили некоторые ценные минералы, но их договоренности о роялти позволили им получить доли в некоторых наиболее прибыльных шахтах в мире. Вложение 1000 долларов в акции Franco-Nevada в 1983 году стоило 1,2 миллиона долларов в 2002 году, что эквивалентно 40 % среднегодовой нормы прибыли. В 2002 году Franco-Nevada объединилась с Normandy Mining Limited из Австралии и Newmont Mining Corporation, создав крупнейшую в мире золотодобывающую компанию Newmont Mining Corporation . Шулик был директором Newmont Mining и председателем её коммерческого банковского подразделения с 2002 по 2007 год.
В 2007 году Шулик опубликовал книгу под названием «Стань умнее: уроки жизни и бизнеса».

## Филантропия
Шулих пожертвовал средства многочисленным канадским университетам, включая Йоркский (Школа бизнеса Шулика), Западного Онтарио (Школа медицины и стоматологии им. Шулика), Калгари (Инженерная школа Шулика), Далхаузи (Школа права, факультет компьютерных наук Далхаузи), Макгилл (Музыкальная школа Шулика), Ниписсинг (Педагогическая школа Шулика), и Куинс (Коллекция редких книг Шулика-Вульфа). Первое и самое крупное пожертвование было сделано Школе бизнеса им. Шулика при Йоркском университете. Все степени, выданные Школой бизнеса им. Шулика, теперь имеют подпись Сеймура Шулика. Его благотворительность также распространяется за пределы университетов — на его средства был открыт Центр медицинских наук Саннибрук (Сердечный центр Шулика) в Торонто. За пределами Канады он открыл лекционный зал Шулика (Университет Невады, Рино) и неоднократно спонсировал Технион — Израильский технологический институт.
15 октября 2009 г. Шулик официально вручил пожертвование в размере 20 миллионов долларов юридической школе Университета Далхаузи; при этом Юридическая школа была переименована в Юридическую школу Шулика.
14 октября 2011 года Шулик объявил о программе стипендий на сумму 100 миллионов долларов, предназначенной для студентов, изучающих естественные науки, технологии, инженерию и математику (STEM) в Канаде и Израиле. Этим грантом совместно управляют Федерация UJA Большого Торонто и Фонд Шулика. Программа называется Schulich Leader Scholarships, это крупнейшая возможность получить стипендию для студентов STEM в каждой стране.

## Награды
- 2013 г., доктор юридических наук, honoris causa, Университет Далхаузи[16]
- 2011 г., кавалер Ордена Канады «за его трансформационную благотворительность в поддержку наших учреждений образования и здравоохранения».[17]
- 2011 г., введен в Зал славы бизнеса Канады[18]
- 2010 г., доктор юридических наук, honoris causa, Университет Калгари[19]
- 2008 г., доктор юридических наук, honoris causa, Университет Западного Онтарио[20]
- 2006 г., введён в Зал славы горнодобывающей промышленности Канады[21]
- 2004 г., почётный доктор Университета Макгилла[22]
- 2003 г., доктор юридических наук, honoris causa, Йоркский университет[23]
- 1999 г., член Ордена Канады[24]
- 1998 г., «Застройщик года» Ассоциации старателей и застройщиков Канады.
- 1997 г., вместе с Пьером Лассондом получил титул «Горняк года» от The Northern Miner[25]